# Taylor Walls
Davis Taylor Walls (Cordele, Georgia, 10 de julio de 1996), más conocido como Taylor Walls, es un jugador profesional estadounidense de béisbol que se desempeña en la posición de campocorto en Tampa Bay Rays, equipo de las Grandes Ligas de Béisbol (MLB).

## Carrera
En 2021, Walls hizo su debut en la MLB con el equipo Tampa Bay Rays, donde lleva jugando cuatro temporadas.